# The Gift (album de Bizzy Bone)
Pour les articles homonymes, voir The Gift.
Albums de Bizzy Bone
Heaven'z Movie
(1998) Alpha and Omega
(2004)
The Gift est le deuxième album studio de Bizzy Bone, sorti le 20 mars 2001.
Tous les titres sont produits par Darren Vegas, à l'exception de Father, produit par Tony C.
L'album s'est classé 2e au Top Independent Albums, 19e au Top R&B/Hip-Hop Albums et 44e au Billboard 200.

## Liste des titres
| No  | Titre                  | Contient un (des) sample(s) de            | Durée |
| --- | ---------------------- | ----------------------------------------- | ----- |
| 1.  | Schizophrenic          |                                           | 4:29  |
| 2.  | Don't Be Dumb          |                                           | 3:51  |
| 3.  | Whole Wide World       | Save a Prayer de Duran Duran              | 3:29  |
| 4.  | Never Grow             |                                           | 4:40  |
| 5.  | Murderah               |                                           | 3:31  |
| 6.  | Before I Go            |                                           | 4:11  |
| 7.  | Be Careful             |                                           | 4:29  |
| 8.  | Fried Day              |                                           | 4:38  |
| 9.  | Voices in the Head     |                                           | 2:20  |
| 10. | Still Thuggish Ruggish |                                           | 4:09  |
| 11. | Don't Doubt Me         |                                           | 4:33  |
| 12. | Time Passing Us By     |                                           | 5:03  |
| 13. | Father                 |                                           | 4:50  |
| 14. | Jesus                  | This Used to Be Our Playground de Madonna | 4:48  |